# Langue des signes japonaise
La langue des signes japonaise (en japonais 日本手話, にほんしゅわ, Nihon shuwa ; parfois abrégé en JSL d'après l'anglais Japanese Sign Language) est la langue des signes utilisée par les sourds et leurs proches au Japon.

## Histoire
La langue des signes japonaise est reconnue par la loi japonaise depuis le 5 août 2011.